# Roberto Maroni
Roberto Maroni (Varese, 15 de marzo de 1955-Lozza, 22 de noviembre de 2022) fue un político italiano.

## Vida política
Elegido diputado por primera vez en 1992, en 1994 se hace cargo del Ministerio de Interior bajo la primera legislatura de Silvio Berlusconi, a la vez que es nombrado Portavoz del Consejo de Gobierno. Dos años más tarde, con la caída del Gobierno Berlusconi, es elegido diputado, cargo que desempeña hasta 2001. En ese año es nombrado Ministro de Trabajo y Política Social, y desempeña ese cargo durante el Segundo y el Tercer Gobierno Berlusconi. En 2006, tras la nueva caída del Gobierno, vuelve a su cargo de diputado por la Lega Nord y en 2008 es nuevamente nombrado Ministro por Berlusconi, esta vez ocupando la cartera de Interior.
El 20 de mayo de 2008, el Consejo de Ministros de Italia aprueba su "Decreto de Seguridad", paquete de leyes por las que, entre otras cosas, se endurecen notablemente las penas contra los inmigrantes ilegales y se otorgan numerosos poderes a los alcaldes en su lucha contra los clandestinos. Propuso asimismo como medida de seguridad la toma de huellas digitales a todos los niños gitanos en Italia, pero esta propuesta fue fuertemente contestada por numerosos ciudadanos y organizaciones y posteriormente rechazada por la UE por xenófoba y racista.
Recientemente el gobierno Berlusconi ha aprobado un decreto de Maroni mediante el cual quedan legalizadas las rondas nocturnas de vigilancia contra criminales e inmigrantes ilegales formadas por ciudadanos voluntarios y también fuertemente contestado en su país.
Dado el delicado estado de salud del líder de la Lega Nord, Umberto Bossi, y a su carácter más moderado, fue considerado por muchos como el delfín de Bossi.

## Disputas legales
En octubre de 2010 fue investigado por los fiscales en Roma, por financiación ilegal para el asesoramiento de 60 000 euros pagados a la empresa Mythos. La investigación se lanzó inicialmente por la oficina del fiscal de Milán, y supuso que el dinero recibido por Maroni se había facturado en los años 2007 y 2008, y, según la Fiscalía, nunca se prestó el consejo. Franco también investigó a Boselli, director del Mythos. Sin embargo, el juez de instrucción en Roma, a petición de la misma MP, cerró la investigación en marcha, así como los controles de la Agencia Tributaria, ya que se había demostrado que en el contrato por el que había sido acusado también se garantizaba la interrupción de la renuncia a un contrato de Maroni.